# Plaything
Plaything è un singolo della cantante statunitense Rebbie Jackson del 1988, il primo estratto dall'album R U Tuff Enuff.
È il terzo brano della cantante dopo Centipede e You Send the Rain Away ad essere stato accompagnato da un videoclip.

## Classifiche
| Classifica (1988)                 | Posizione |
| --------------------------------- | --------- |
| Classifica rhythm and blues (USA) | 8         |

## Tracce
1. Plaything (Album Version)
2. Plaything (7" Radio Version) – 3:50
3. Plaything (Extended Dance Version) – 5:00
4. Plaything (Instrumental)
5. Plaything (Play Dub Version) – 5:50